# Консервативно-Християнська Партія - БНФ
Консервати́вно-Христия́нська Па́ртія — БНФ (біл. Кансерватыўна-Хрысціянская партыя - БНФ; Kansiervatyŭna-Chryścijanskaja partyja - BNF) — політична партія в Білорусі, яка базується на ідеології білоруського Відродження і народно-консервативних цінностях білоруської політичної культури, здійснює свою політичну програму шляхом пропаганди власних ідей та беручи участь у формуванні конституційних органів державної влади Білорусі.

## Мета
Головна мета партії — встановлення демократичного суспільства і побудова сильної білоруської держави.

## Структура
Вищий орган партії — з'їзд, між з'їздами працює Сейм.

## Голова
Голова партії — Зенон Позняк.

## Історія
Партія була сформована після розколу однієї з основних опозиційних партій Білорусі — Білоруського Народного Фронту на дві партії, який стався на VI з'їзді влітку 1999 року.
Протягом всього свого існування партія перебувала в жорсткій опозиції до діючої влади в Білорусі, критично ставилась також до інших опозиційних партій.
Всі парламентські вибори (1995, 2000, 2004, 2008) з моменту встановлення авторитарного режиму Лукашенка, партією були проігноровані.
Цікавим фактом є те, що на сайті партії зовсім немає ніякого зворотного зв'язку з партією. На сайті партії немає інформації про те, як громадянину вступити в партію, або хоча б написати в партію лист. На сайті партії не вказано жодного посилання на соціальні мережі. На сайті партії немає інформації про електронну пошту партії.